# Софи Окран
Софи Окран, Софи Бенджамен О’Кран (род. 12 января 1971, Майкоп, СССР) — российская джазовая певица, бывшая солистка группы «Квартал».

## Биография
Отец Софи — из Ганы. Родилась в Майкопе 12 января 1971 года. Мать - работала в гостинице "Адыгея". Выпускница дирижёрско-хорового отделения Майкопского музыкального училища (ныне Адыгейского республиканского колледжа искусств им. У. Тхабисимова).
Первые выступления — в музыкальном театре «Премьера» города Краснодара.
С 1993 по 1997 — солистка в группе «Квартал», где заняла место Татьяны Литвиненко, ушедшей в декрет. В составе группы записала вокальные партии в таких альбомах, как «Резиновые джунгли», «Мир розовых кукол» и «Вход для посторонних». Артур Пилявин пишет несколько песен специально для Окран, которая остается с группой и после возвращения Литвиненко («Девушки эффектно контрастировали друг с другом и внешностью, и тембром голоса», пишет Лента.ру).
«Вокал Окран по праву заслуживает самых громких эпитетов: мощный, чистый, но при этом легкий и филигранно точный (...) О феноменальном голосе соул-дивы Окран заговорили еще в середине девяностых, когда молодая певица стала сотрудничать с музыкантами группы "Квартал". Тогда же Софи стали прочить славу "русской Эллы Фицжеральд". Кстати, не без оснований: Окран удалось довольно удачно совместить страсть и энергию африканских ритмов с весьма романтическими текстами на русском языке». — «Российская газета»
Затем Окран решает заняться сольной карьерой и покидает «Квартал».
По мнению музыкальных критиков, Окран была очень важна для «Квартала». Например, «Известия», по поводу гибели Пилявина в 2002 году пишет о судьбе группы: «Потеряв лидера, „кварталовцы“, наверное, могли совершить потенциально перспективный маркетинговый ход и попытаться вернуть в группу темнокожую Софи О’Кран, тем самым восстановив эффектное сочетание своих солисток (основной фронтвумен команды всегда была белокурая Татьяна Литвиненко). Такого, однако, не случилось. И постепенно „Квартал“ стал растворяться в современном музыкальном потоке».
В 1999 году дебютировала в Театре музыки и драмы Стаса Намина в мюзикле «Волосы».
С 2006 года являлась одной из вокалисток группы «Шемякина Band». Также выступала вместе с Оркестром Олега Лундстрема. В 2002 году выступала на Евровидении в составе группы «Премьер-Министр» (песня «Девочка с севера»). Работала в качестве бэк-вокалистки в коллективе Алсу, записывалась с Валерием Меладзе, Родионом Газмановым и др. Участвовала в записи джинглов для радиостанций «радио Ретро», «Радио Юнитон», «Радио 2».
Участница 4-го сезона телешоу «Голос» в команде Полины Гагариной (2015), однако не задержалась в её команде надолго. Как писали тогда «Звуки.ру»: «…Полина Гагарина будет чему-то учить солистку группы Квартал, великолепную Софи Окран. При этом наставница оказалась не просто не готова к уровню своей „ученицы“ — она была вообще не в курсе, кто такая Софи».

## Дискография
Группа «Квартал»:
- «Резиновые джунгли» (1994)
- «Вход для посторонних» (1996)
- «Мир розовых кукол» (1998)

Сольный альбом:
- «Море Любви» (2012)